# Maurice Gamelin
Maurice Gustave Gamelin (París, 20 de septiembre de 1872-París, 18 de abril de 1958) fue un general francés, Comandante en jefe del ejército de su país durante la primera fase de la Segunda Guerra Mundial (1939-1940), en lo que se conoció como la Guerra de broma. 

## Biografía
Gamelin era hijo de Zéphyrin Gamelin, un antiguo general del emperador Napoleón III que se había destacado en la Batalla de Solferino durante la Guerra de Independencia de Italia en 1859, él, al igual que se padre, estuvo destinado a convertirse en un importante militar que se haría famoso por la derrota ante el Tercer Reich durante la Segunda Guerra Mundial.
Se crio junto a una generación que vivió en la venganza por la derrota francesa en la Guerra franco-prusiana que provocó la pérdida de Alsacia-Lorena. Gamelin empezó sus estudios en la Academia Militar de Saint-Cyr el 31 de octubre de 1891, comenzando sus estudios para oficial. Dos años después se licenció, con el primer puesto de su promoción. Según algunos historiadores, Gamelin sufría de sífilis. Durante la Primera Guerra Mundial se distinguió a las órdenes del general Joseph Joffre. A menudo se le atribuye ser el estratega responsable de diseñar el contraataque de 1914 que condujo a la victoria francesa durante la batalla del Marne.
En 1933 Gamelin se convirtió en comandante en jefe del Ejército Francés, para el que previó un programa de modernización y mecanización que incluía la finalización de las obras y defensas de la Línea Maginot. El primer ministro Édouard Daladier apoyó a Gamelin a lo largo de su carrera debido a su negativa a permitir que la política francesa jugara un papel importante en la planificación militar, y su compromiso con el modelo republicano de gobierno. Era un militar respetado, incluso en Alemania, por su inteligencia y su sutil mentalidad. Pero a pesar de su brillante trayectoria durante la Primera Guerra Mundial, en 1939 vaciló en atacar a la Alemania nazi por temor a posibles represalias sobre Francia. En los cruciales días de mayo de 1940, durante la ofensiva alemana en el Frente Occidental, su actuación fue desastrosa. El historiador y periodista William L. Shirer afirmó que Gamelin empleó las tácticas de la Gran Guerra para combatir en la Segunda Guerra Mundial, además de una actuación vacilante y con escasa respuesta. Dada la incipiente victoria alemana, el 18 de mayo fue destituido de su puesto y sustituido por el general Maxime Weygand.
Tras la derrota francesa y ya instaurado el régimen de la Francia de Vichy, fue arrestado y enviado a un campo de internamiento en Alemania, donde estaría el resto de la guerra. Con el final de la Segunda Guerra Mundial fue liberado y volvió a Francia.
A la edad de 85 años, Maurice Gamelin falleció en el Hospital Militar de Val-de-Grâce el 18 de abril de 1958. Está enterrado en el Cementerio de Passy.